# Mireia Benito
Mireia Benito Pellicer (Llorenç del Penedès, 30 dicembre 1996) è una ciclista su strada spagnola che corre per l'AG Insurance-Soudal Team. Attiva in formazioni UCI dal 2019, ha vinto il titolo nazionale a cronometro nel 2023 e nel 2024.

## Palmarès

### Strada
- 2023 (AG Insurance-Soudal Quick-Step, una vittoria)

Campionati spagnoli, Prova a cronometro
- 2024 (AG Insurance-Soudal Quick-Step, una vittoria)

Campionati spagnoli, Prova a cronometro

### Gravel
- 2024

Gravel Tres Cantos by Specialized
- 2025

Gravel Tres Cantos by Specialized

## Piazzamenti

### Grandi Giri
- Tour de France

2023: ritirata (1ª tappa)
- Vuelta a España

2024: 41ª

### Competizioni mondiali
- Campionati del mondo

Zurigo 2024 - Cronometro Elite: 28ª
Zurigo 2024 - Staffetta mista: 9ª
Zurigo 2024 - In linea Elite: 63ª
- Giochi olimpici

Parigi 2024 - Cronometro: 22ª
Parigi 2024 - In linea: 63ª

### Competizioni continentali
- Campionati europei

Monaco di Baviera 2022 - In linea Elite: 74ª
Drenthe 2023 - Cronometro Elite: 24ª
Drenthe 2023 - In linea Elite: ritirato
Limburgo 2024 - Cronometro Elite: 20ª
Limburgo 2024 - In linea Elite: 51ª